# Vilnadetachementet
Vilnadetachementet, eller Vilniusdetachementet, var ett  svenskt militärt förband som sattes upp på inrådan av Nationernas förbund i november 1920, för att övervaka folkomröstningen om Vilnius skulle tillfalla Polen eller Litauen. Förbandets avvecklades i mars 1921 utan att ha satts in.

## Bakgrund
Se även: Freden i Brest-Litovsk, Versaillesfreden, Ryska revolutionen
Perioden efter första världskriget och Ryska revolutionen präglades av en serie konflikter och spänningar i Öst- och Centraleuropa, inte minst gällande kontroll över territorium och kring vart landgränser skulle gå. I början av 1920 hade ett flertal fredsavtal slutits, mellan bland annat Sovjetryssland och de baltiska staterna Estland, Lettland, och Litauen. Efter Undret vid Wisłą hade även ett fredsavtal slutits mellan Sovjetryssland och Polen.
Mellan Polen och Litauen pågick dock stridigheter gällande staden Vilnius, med kringliggande områdens, tillhörighet. Staden hade en stor polsk minoritet, men även judar, vitryssar, ryssar, och tyskar befolkade området. Vilnius hade varit huvudstad i det gamla Storfurstendömet Litauen, och det nyligen självständiga Litauen önskade givetvis att Vilnius skulle utgöra huvudstad i den nya republiken.
I november 1920 intervenerade Nationernas förbund i konflikten och man siktade på att genomföra en folkomröstning, där boende i regionen själva skulle få avgöra regionens tillhörighet. För att säkerställa stabilitet och ordning i regionen, samt motverka otillbörlig valpåverkan skulle en internationell styrka om 1800 personer sättas in för att övervaka processen.

## Förbandets uppsättande
Den svenska ämbetsmannaregeringen - under statsminister Louis De Geer den yngre - blev tillfrågad av Nationernas Förbund i slutet av november 1920 om Sverige kunde ställa ett kompani om 100 soldater, officerare, ordonnanser, samt kontrollofficerare till förfogande att ingå i styrkan. Då tanken var att styrkan skulle grupperas i staden redan i december samma år så hade man knappt en månad på sig att hantera frågan samt rekrytera och utbilda personalen. Regeringen hanterade frågan snabbt och redan den 30 november kunde en order utfärdas till Krigsmakten - Sveriges militära myndighet - om att påbörja uppsättandet av styrkan. Även Norge kom att ställa upp ett kompani att ingå i styrkan.
Kompaniet organiserades och sattes upp vid Svea livgardes kasernetablissement på Linnégatan i Stockholm. Kompaniet skulle bestå av 130 soldater och officerare, samt ha uthållighet för minst fyra månaders insats.
Redan efter några dagar hade 153 ansökningar kommit in, varpå man nu skulle plocka ut de som bedömdes lämpligast. 121 värnpliktiga och före detta yrkessoldater plockades ut. Kravet var att soldater skulle ha minst ett års värnpliktsutbildning, samt gärna en underofficersutbildning. Man fokuserade på att främst rekrytera personal boendes i Stockholmsområdet, då det skulle korta ner tiden som krävdes för att kalla in och samla personalen. Större delen av soldaterna kom ur årsklasser som genomfört sin värnplikt under första världskriget.
Större delen av personalen kom från infanteriet, men olika typer av specialister - så som ordonnanser, fordonsförare, sjukvårdare, etc. - rekryterades ur andra truppslag.

## Organisation
Förbandet var av kompanis storlek och bestod av en personalstyrka på 130 personer, fördelat på tre plutoner.
Kompaniet lydde formellt direkt under regeringen, men IV. arméfördelningen hade ansvar för kompaniet avseende administrativa frågor.
Kompanichef var kapten Hugo Oskar Skjöldebrand, från Svea livgarde, som hade erfarenhet från bland annat den svenska insatsen i Iran 1911, som hade utbildat iranska gendarmeriofficerare. Plutonchefer var löjtnanterna Bengt G:son Uggla - också från Svea livgarde - Arne Stenhammar - från Andra livgrenadjärregementet - samt Johan Ragnar Millqvist - från Älvsborgs regemente Utöver dessa tillkom även fyra officerare för "speciella uppgifter". En av dessa var överstelöjtnanten Carl Henrik Viktor Landegren - från Jämtlands fältjägarregemente. Han hade varit militärrådgivare vid den svenska beskickningen i ryska Petrograd åren 1917–1918. Landegren hade särskilt goda kunskaper om förhållandena i regionen.
Utöver detta tillkom även sex underofficerare och tjugo furirer.
Då förbandet hade relativt sett goda löner och förmåner, så sökte sig många erfarna och duktiga soldater och officerare till förbandet. Detta har gjort att förbandet kommit att betecknas som ett elitförband.

## Avveckling
Vilnadetachementet kom att avvecklas den 21 mars 1921 och personalen skickades till sina hemförband eller återgick till det civila, utan att någonsin aktiveras. Detta berodde på att Nationernas förbund valde att ställa in folkomröstningen och hänskjuta frågan till direkta förhandlingar mellan Polen och Litauen, efter en serie av komplikationer som försvårade situationen. Efter flera försök till förhandlingar så beslutade Nationernas förbund att området skulle tillfalla Polen, som de facto kontrollerade området. Sovjetunionen kom senare att återföra Vilnius till Litauiska SSR och Vilnius blev 1940 och återigen 1944 huvudstad i Litauiska SSR, samt från 1990 i det självständiga Litauen.
Hade Vilnadetachementet satts in hade det blivit Sveriges första internationella fredsbevarande styrka. Denna ära kom istället att tillfalla Saarbataljonen mer än tio år senare.